# Antônio Pereira da Silva e Oliveira
Antônio Pereira da Silva e Oliveira (Lapa, 17 de julho de 1848 — Florianópolis, 18 de novembro de 1938) foi um político brasileiro.

## Vida
Filho de Francisco Pereira da Silva e Oliveira e de Manuela Rosa dos Santos Pacheco e Oliveira, casou com sua sobrinha pelo lado materno, Manuela Meyer de Oliveira, filha de Jorge Hermano Meyer e de Maria Rita de Oliveira e deste consórcio, nasceu Antônio Pereira Oliveira Filho.
Foi deputado à Assembleia Legislativa Provincial de Santa Catarina na 24ª legislatura (1882 — 1883), na 25ª legislatura (1884 — 1885), na 26ª legislatura (1886 — 1887) e na 27ª legislatura (1888 — 1889).
No período republicano, foi deputado à Assembleia Legislativa de Santa Catarina na 1ª legislatura (1894 — 1895), na 2ª legislatura (1896 — 1897), na 4ª legislatura (1901 — 1903), na 5ª legislatura (1904 — 1906), na 6ª legislatura (1907 — 1909) e na 7ª legislatura (1910 — 1912).
Também ocupou o cargo de deputado federal à Câmara dos deputados na 8ª legislatura (1912 — 1914) e na 10ª legislatura (1918 — 1920) e senador do Brasil durante a República Velha, devido ao falecimento do titular, Lauro Müller.
Presidente do Congresso Representativo, assumiu o governo de Santa Catarina interinamente por três vezes, de 10 a 11 de novembro de 1902, de 22 de novembro de 1902 a 6 de março de 1905 e de 30 de outubro de 1905 a 28 de setembro de 1906. Eleito vice-governador, assumiu o governo de 3 de fevereiro a 12 de junho de 1923 e de 9 de maio de 1924 a 20 de novembro de 1925.